# Fixed Mobile Convergence
Fixed Mobile Convergence (FMC) — технологическое решение на стыке разных типов сетей связи: фиксированной и мобильной, которое позволяет создать единую сеть офисных и мобильных телефонов с общим планом короткой нумерации. Технология создаёт возможность созваниваться напрямую по коротким внутренним номерам сотрудникам из офисов в разных регионах страны или мира, в т.ч. без использования реальной офисной АТС (см. также виртуальная АТС).
При использовании FMC у сотрудников организации, как у использующих мобильный телефон, так и со стационарным проводным телефоном существует возможность дозваниваться до коллег напрямую, минуя секретарей или автоматическое голосовое меню (IVR или DISA), набирая при этом четырех или пятизначный номер, а не федеральный номер. С другой стороны, сотрудники могут использовать дополнительную функциональность, присущую обычным офисным АТС, такую как конференц-связь, автодозвон и т.п.
Если говорить об управлении вызовами и параметрами, то чаще операторы связи, предлагающие такое решение, позволяют делать это через специальный веб-интерфейс. Например, в настройках FMC можно создавать разные алгоритмы интеллектуальной переадресации вызовов на различных сотрудников, распределение вызовов и т.п., по аналогии с офисными АТС.
Одним из ключевых преимуществ является то, что, как правило, операторы мобильной связи предлагают вместе с FMC специальные внутрикорпоративные тарифы на мобильную связь.
По сути FMC — это внутрикорпоративная телефонная сеть с единым планом нумерации и едиными правилами управления вызовами на офисных и мобильных телефонах. Таким образом, FMC можно рассматривать как пакет услуг centrex в мобильной сети.

## История FMC
Ранее в России под термином FMC понималось все, что относилось к интеграции сетей связи в целом, но не было комплексного решения (в том числе считалось, что по отдельности такие преференции для клиентов как единый счет, единый номер, единый тариф для фиксированной и мобильной связи и есть суть FMC). Сегодня специалисты в России[кто?] сошлись во мнении, что FMC — это, все-таки, прежде всего, комплексное технологическое, а не просто тарифное решение. Сегодня FMC позволяет упростить бизнес-процессы и оптимизировать затраты одновременно посредством услуг связи.
Летом 2005 года Britsh Telecom в сотрудничестве с сотовой компанией Vodafone запустили сервис FMC. Сервис позволял сократить расходы при нахождении дома. Специальное устройство Home Hub направляло все звонки с мобильного телефона в фиксированную сеть British Telecom.

## Преимущества FMC[4]
- FMC направлено на упрощение бизнес-процессов организаций вкупе с возможностью оптимизации затрат;
- Экономия на одной SIM-карте составляет до 30 % за счет сокращения времени дозвона и тарифных опций;
- Возможность задавать различные правила обработки вызовов, например доступность сотрудников по дням недели, рабочим часам;
- Дополнительные инструменты для контроля работы удаленного персонала - возможность прослушивать разговоры удаленных сотрудников, статистика вызовов, правила маршрутизации внутреннего номера;
- Возможность интеграции с Виртуальной телефонией;
- Позволяет создавать алгоритм переадресации, например, на случай недоступности одного из сотрудников в случае аварии на сотрудников с аналогичной компетенцией.

## Решения FMC на рынке в России
Одними из первых задали вектор развития в России и вывели на рынок промышленную версию Fixed-Mobile Convergence компании ООО "СЦС Совинтел" (в июле 2001 г., в партнерстве с "Билайн"), а также   Гарс Телеком (продукт Smart Mobile, запущенный в 2003 году в партнерстве с ОАО «МегаФон») . ОАО «ВымпелКом» («Билайн» Бизнес), обновил сервис в 2008 году после объединения компаний ВымпелКом и Golden Telecom. Затем данный сервис запустили и другие крупные операторы России.

## Особенности
- Единый план нумерации для офисных и мобильных телефонов (допустимая разрядность коротких номеров — 3-6 цифр);
- Привычная внутриофисная короткая нумерация при звонках с мобильного телефона в офис и внутри Закрытой группы (доступна через код доступа к услуге FMC, назначаемый клиенту в рамках Услуги)
- Выгодный тариф на междугородные и международные звонки;
- Доступность услуги на любом мобильном тарифном плане кредитной системы расчета;
- Возможность установки городского телефона без подключения к интернету или физического соединения с телефонной линией.